# Dictyna cafayate
Dictyna cafayate är en spindelart som beskrevs av Cândido Firmino de Mello-Leitão 1941. 
Dictyna cafayate ingår i släktet Dictyna och familjen kardarspindlar. Inga underarter finns listade i Catalogue of Life.